# Ingra Manecke
Ingra-Anne Manecke (Gottinga, 31 marzo 1956) è un'ex discobola tedesca, finalista alle Olimpiadi di Los Angeles 1984.

## Palmarès
| Anno | Manifestazione | Sede        | Evento           | Risultato | Misura  | Note |
| ---- | -------------- | ----------- | ---------------- | --------- | ------- | ---- |
| 1984 | Olimpiadi      | Los Angeles | Lancio del disco | 6ª        | 58,56 m |      |